# Zizula cyna
Zizula cyna là một loài bướm ngày thuộc họ Bướm xanh. Loài này được tìm thấy ở nam Texas, phía nam trải dài đến México, Trung Mỹ và Nam Mỹ đến Argentina. Có thể thấy bướm này lác đác ở bắc Texas, nam Arizona và Kansas. Người ta thường thấy chúng ở vùng cận nhiệt đới và hoang mạc.

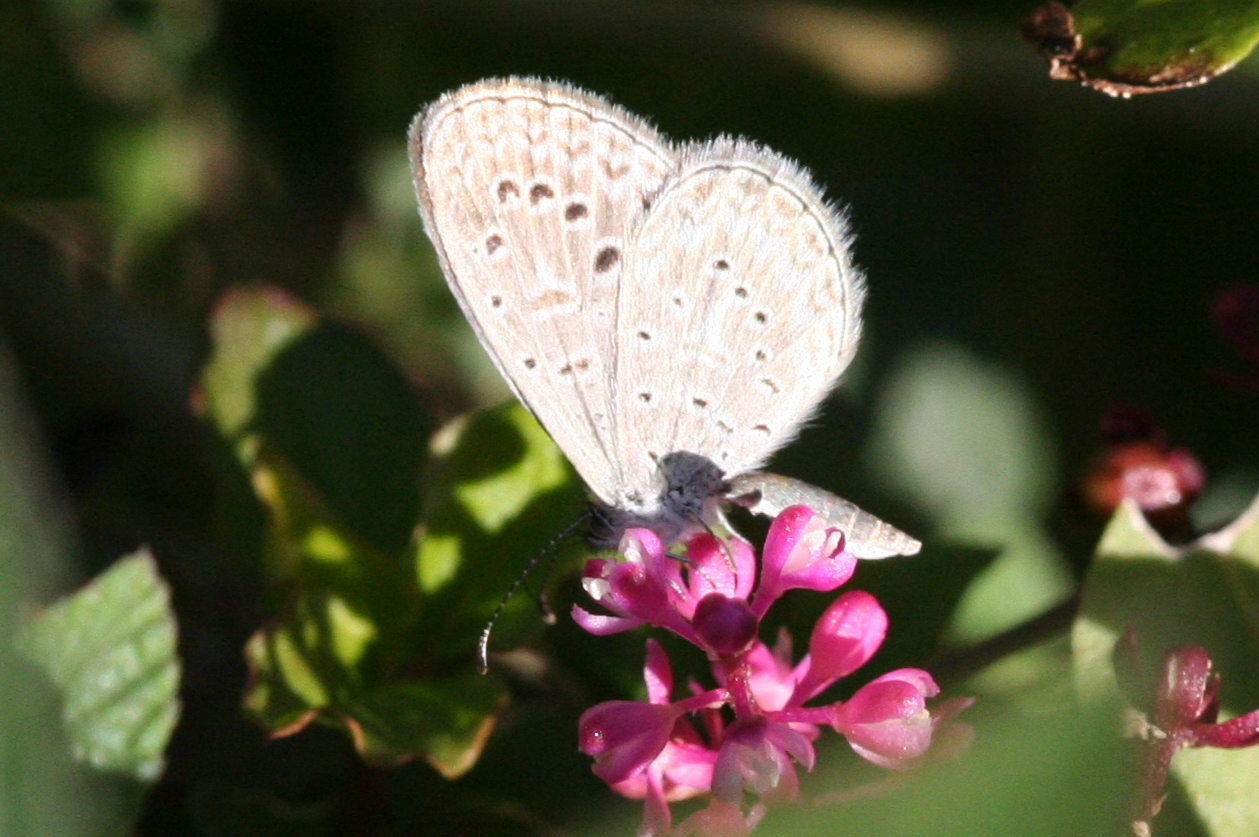

Sải cánh của bướm dài 16–22 mm. Con trưởng thành bay từ tháng 3 đến tháng 11.
Phần trên của bướm có màu xanh violet; phần dưới có màu xám nhợt với những đốm đen rất nhỏ.
Ấu trùng loài này ăn nụ hoa loài Acanthaceae. Con trưởng thành hút mật hoa.

## Hình ảnh

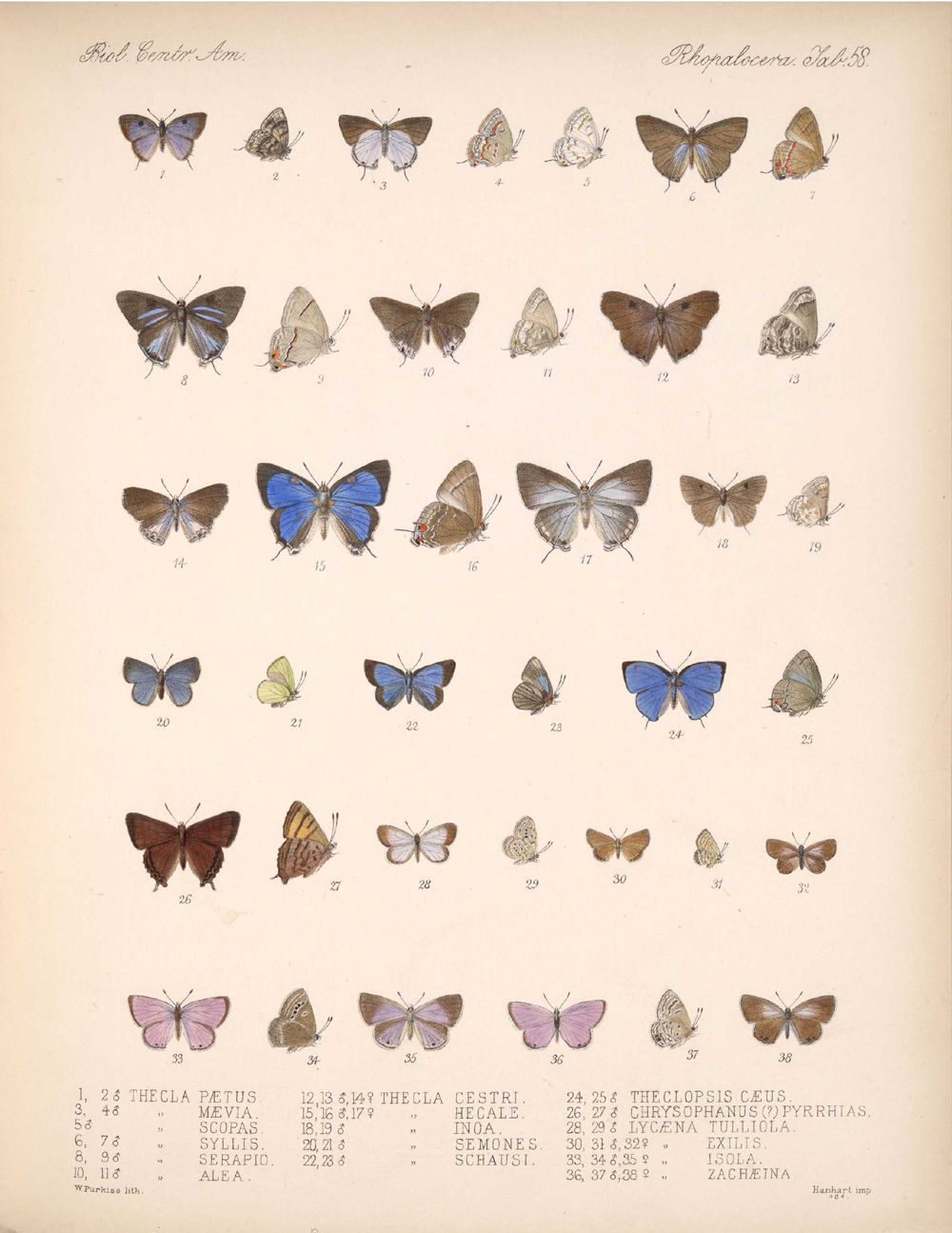
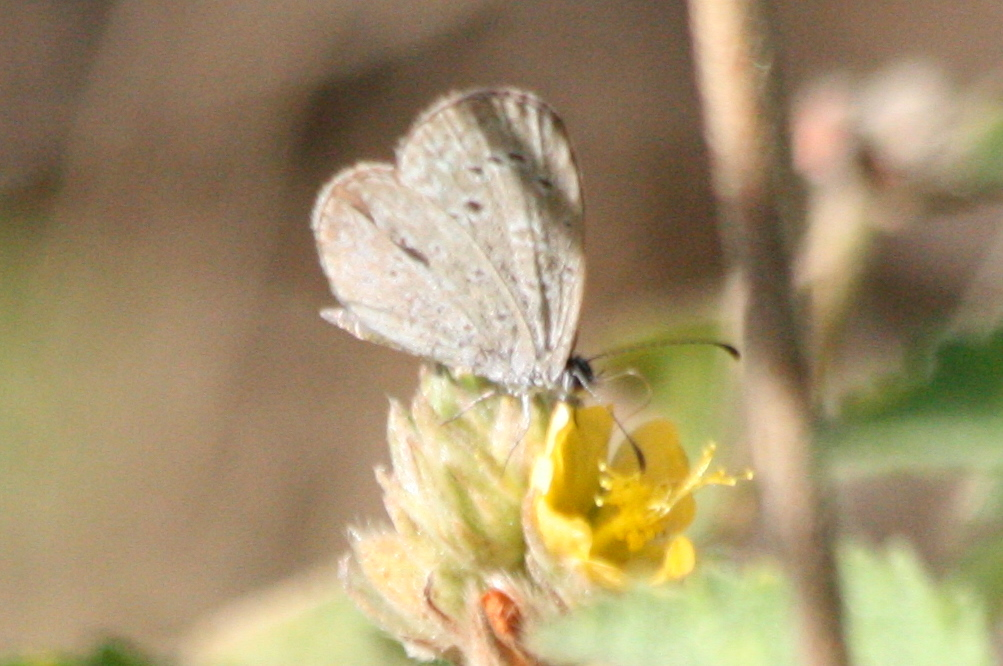
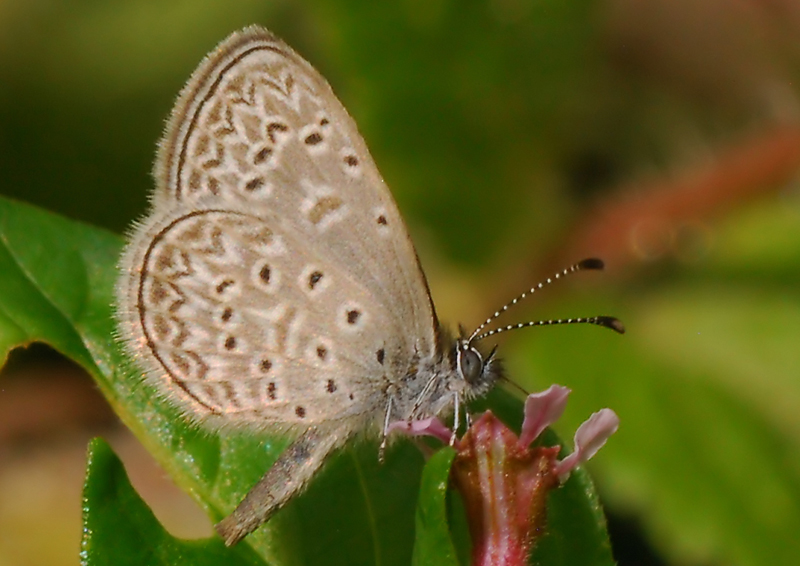